# Jesse Renick
Jesse Bernard Renick (Hickory, 29 september 1917 – Ada, 25 november 1999) was een Amerikaans basketballer. Hij won met het Amerikaans basketbalteam de gouden medaille op de Olympische Zomerspelen 1948.
Renick speelde voor het team van de Oklahoma State University en de Phillips 66ers. Tijdens de Olympische Spelen speelde hij 7 wedstrijden, inclusief de finale tegen Frankrijk. Gedurende deze wedstrijden scoorde hij 39 punten.
Na zijn carrière als speler werd hij coach. In 1950 won hij de AAU titel als coach met de Phillips 66ers.
11 Lew Beck · 
12 Ralph Beard · 
15 Alex Groza · 
23 Cliff Barker · 
24 Ray Lumpp · 
26 Kenny Rollins · 
27 Wallace Jones · 
30 Vince Boryla · 
33 Don Barksdale · 
55 Jesse Renick · 
66 Gordon Carpenter · 
77 Jackie Robinson · 
90 Bob Kurland · 
99 Robert Pitts · 
Coach Bud Browning